# Patrick Wengenroth
Patrick Wengenroth (* 1976 in Hamburg) ist ein deutscher Hörspielautor, Regisseur, Schauspieler und Hörspielsprecher.

## Karriere
Im Jahr 2003 war Wengenroth Mitbegründer des Berliner Theaterdiscounters, für den Wengenroth das Theater-Show-Format Planet Porno entwickelte, und mit welchem er 2005 zum Theaterfestival Impulse eingeladen wurde. In einer Hörspielfassung wurde das Format mit dem zweiten Platz des ARD-Online-Awards ausgezeichnet.
Als Regisseur und Schauspieler arbeitete Patrick Wengenroth unter anderem an den Münchner Kammerspielen, am Schauspiel Köln, am Thalia Theater in Hamburg, am Hebbel am Ufer sowie an der Schaubühne in Berlin.
Durch seine Leistung als Regisseur wurde seine Uraufführung von Ab jetzt ist Ruhe am Mecklenburgischen Staatstheater in Schwerin von Kritikern des Deutschlandfunk Kultur zu einer der zehn herausragendsten Inszenierungen 2016 gewählt.
Neben seiner Tätigkeit als Regisseur entwickelt Wengenroth für Deutschlandradio Kultur diverse Hörspiele und er ist als Kulturkolumnist für den ZDF Kulturpalast tätig.
Von 2017 bis 2019 übernahm Patrick Wengenroth die künstlerische Leitung des Brechtfestival in Augsburg.
Für seine Inszenierungen steht Wengenroth gelegentlich selbst auf der Bühne.

## Privat
Patrick Wengenroth ist mit der Regisseurin Friederike Heller verheiratet und hat zwei Kinder. Mit seiner Familie wohnt Wengenroth in Berlin.

## Inszenierungen (Auswahl)
- 2008: Festung, Hebbel am Ufer[5]
- 2010: Was! Ist das episches Theater?, Schaubühne Berlin[6]
- 2011: Prinzessinnendramen, Staatstheater Braunschweig[7]
- 2011: Christiane F., Wir Kinder vom Bahnhof Zoo, Schaubühne Berlin
- 2012: Katarakt/Brief an Deutschland, mit Texten von Rainald Goetz und Franz Josef Wagner, Hebbel am Ufer[8]
- 2012: Also sprach Zarathustra, Schaubühne Berlin
- 2013: Angst essen Deutsche auf, Schaubühne Berlin
- 2013: Notizen aus der Küche, Schaubühne Berlin[9]
- 2014: Leonce und Lena, Schaubühne Berlin[10]
- 2016: Mein Jahr ohne Udo Jürgens, Badisches Staatstheater Karlsruhe
- 2016: Ab jetzt ist Ruhe oder: das Leben der Familie Brasch, Mecklenburgisches Staatstheater Schwerin[11]
- 2017: Nachdenken über Christa T./Störfall, Mecklenburgisches Staatstheater Schwerin[12]
- 2018: HE? SHE? ME! FREE., Schaubühne Berlin
- 2020: Gundermann - Männer, Frauen und Maschinen, Mecklenburgisches Staatstheater Schwerin[13]
- 2021: Utopia, meinetwegen, Mecklenburgisches Staatstheater Schwerin
- 2021: Wir sind das Klima, Badisches Staatstheater Karlsruhe[14]

## Hörspiele
Autor/Regie/Sprecher:
- 2005: Planet Porno - Die Heimatgala - Regie: Patrick Wengenroth, Katrin Moll (Original-Hörspiel, Originaltonhörspiel, Collage – Deutschlandradio)
  - Auszeichnung: ARD Online Award 2005 (2. Platz)
- 2006: Planet Porno - Wir sind wieder wer - Regie: Patrick Wengenroth, Katrin Moll (Originalhörspiel, Originaltonhörspiel, Collage – Deutschlandradio)
- 2007: im westen. die 70er jahre: Planet Porno - In einem Land vor unserer Zeit (Sprecher: Hans Rosenthal/Udo Lindenberg) - Regie: Patrick Wengenroth, Katrin Moll (Originalhörspiel, Originaltonhörspiel, Collage – Deutschlandradio)

 Bearbeitung (Wort)/Regie/Sprecher:
- 2013: PeterLicht: Die Geschichte meiner Einschätzung am Anfang des dritten Jahrtausends (Peter Licht) (Hörspielbearbeitung – Deutschlandradio)

Nur Sprecher:
- 2021: Jakob Nolte: Die Glücklichen und die Traurigen (N) - Regie: Jakob Nolte, Moritz Löwe (Originalhörspiel – BR)